# آدمار پیمنتا
آدمار پیمنتا (پرتغالی: Adhemar Pimenta; ۱۲ آوریل ۱۸۹۶ – ۲۶ اوت ۱۹۷۰) مربی فوتبال اهل برزیل بود.
وی به همراه تیم ملی فوتبال برزیل به مقام سوم جام جهانی فوتبال ۱۹۳۸ رسیده است.